# Elías Fernández Albano
Jacinto Elias de San José Fernández Albano (Santiago, 1845-Santiago, 6 de septiembre de 1910) fue un abogado, diputado, ministro de estado y vicepresidente de Chile en 1910.

## Familia
Fue hijo de Juan de Dios Fernández Gana y de María del Pilar Albano Vergara. Nieto de Juan Albano Cruz y bisnieto de Juan Albano Pereira Márquez y Juan de la Cruz y Bernardotte. En 1871 contrajo matrimonio con Mercedes Barañao Ochagavía, con quien tuvo cuatro hijos: Arturo, casado con Blanca Beauchef Nisssen; Sara, casada con Julio Valdés Barros; Ester, casada con Carlos Valdés Barros; y Laura, casada con Julio Garcés Vera.

## Estudios
Hizo sus estudió secundarios en el Instituto Nacional, luego sus estudios superiores fueron en la Facultad de Derecho de la Universidad de Chile, titulándose como abogado el 15 de mayo de 1869.

## Carrera política
Ingreso a la carrera política representado al Partido Nacional o Monttvarista. Pese al ingresar de dicho partido, siempre ocupó cargos ministeriales en gobiernos de distinto partido al que pertenecía.

### Ministro de estado y  Vicepresidente de la República
Bajo la presidencia del vicealmirante Jorge Montt Álvarez asumió la Cartera de Industrias y de Obras Públicas, entre el 7 de diciembre de 1894 al 1° de agosto de 1895. Reasumió este ministerio el 24 de noviembre de 1895 hasta el 18 de septiembre de 1896. El presidente Federico Errázuriz Echaurren lo nombró ministro de guerra y marina, entre el 20 de noviembre de 1896 hasta el 26 de junio de 1897; ministro de hacienda entre el 25 de agosto de 1897 al 23 de septiembre de 1897 y ministro del interior entre el 27 de noviembre de 1899 al 3 de noviembre de 1900. Ocupó el cargo de Vicepresidente de la República entre el 11 de junio al 11 de octubre de 1900.
El presidente Germán Riesco Errázuriz lo nombró ministro del Interior desde el 20 de noviembre de 1902 hasta al 4 de abril de 1903. Bajo la presidencia de Pedro Montt Montt fue nombrado nuevamente ministro del Interior desde el 8 de julio de 1910, fecha en que también le tocó asumir por segunda vez la vicepresidencia de la república por el fallecimiento del presidente Pedro Montt Montt en la ciudad de Bremen, hasta el 6 de septiembre de 1910 cuando falleció en dicho cargo.

## Ministro de estado durante el gobierno de los siguientes presidentes

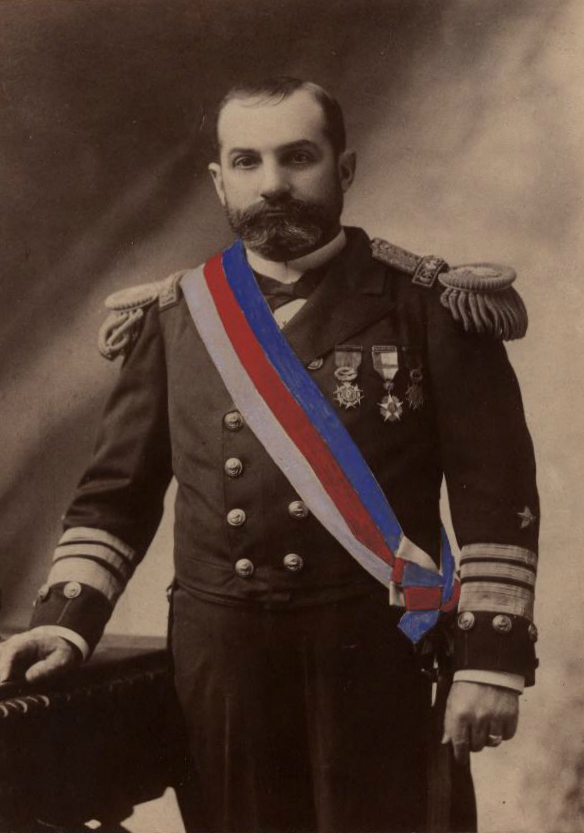
Jorge Montt Álvarez (1891-1896).
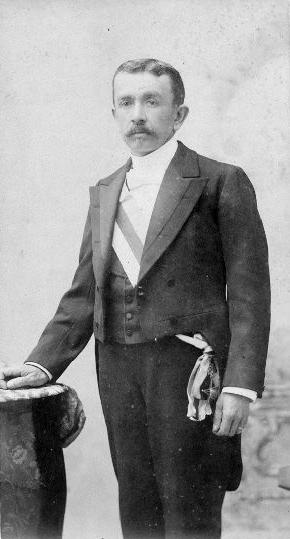
Federico Errázuriz Echaurren (1896-1901).
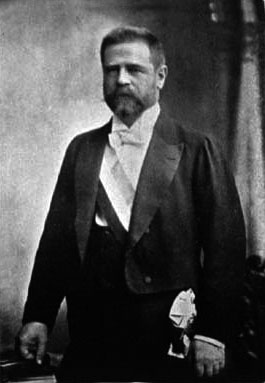
Germán Riesco Errázuriz (1901-1906).
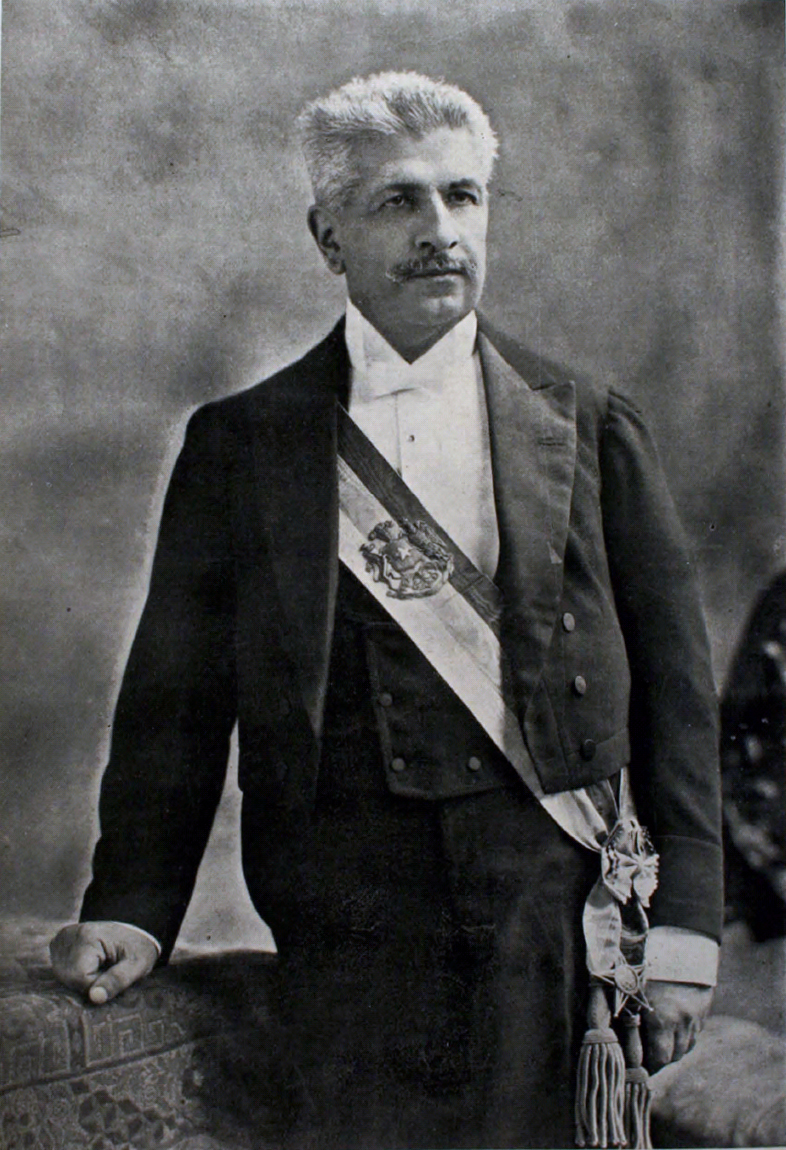
Pedro Montt Montt (1906-1910).

## Actividades privadas
Fue director de la Caja de Crédito Hipotecarios durante varios años.

## Presidente Pedro Montt Montt

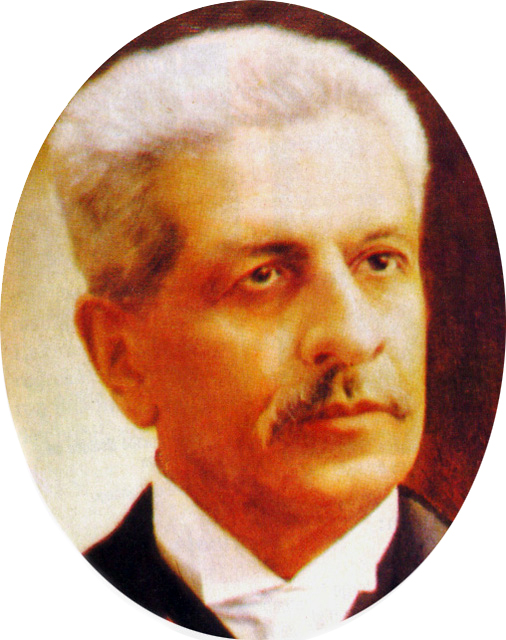
Presidente Pedro Montt Montt

Por segunda vez en su carrera política asumió como vicepresidente debido a la grave enfermedad del presidente Pedro Montt Montt quien debía hacer un viaje a Bremen donde posteriormente falleció.

En el Ministerio del Interior se encontraba en ese momento Agustín Edwards McClure, más sus enemigos convencieron al presidente de no dejarlo en la cartera de interior (al estar ausente el presidente el ministro de Interior se convierte en Vicepresidente). El presidente enfermo no pudo resistir y destituyó a Edwards de la cartera y mandó a llamar en su reemplazo Elías Fernández Albano, diputado nacional de 65 años de adad. El presidente Montt fue acompañado por Elías Fernández Albano camino a la estación de trenes para tomar rumbo a Bremen desde Valparaíso. El presidente Pedro Montt Montt murió en Bremen, y al poco tiempo Fernández Albano le siguió también, producto de una pulmonía que se habría tomado durante los funerales del presidente, Fernández amaneció muerto el 6 de septiembre, el país quedó estupefacto pues faltaban dos semanas para las fiestas del centenario de la independencia, y no había presidente para celebrarla.

## Muerte

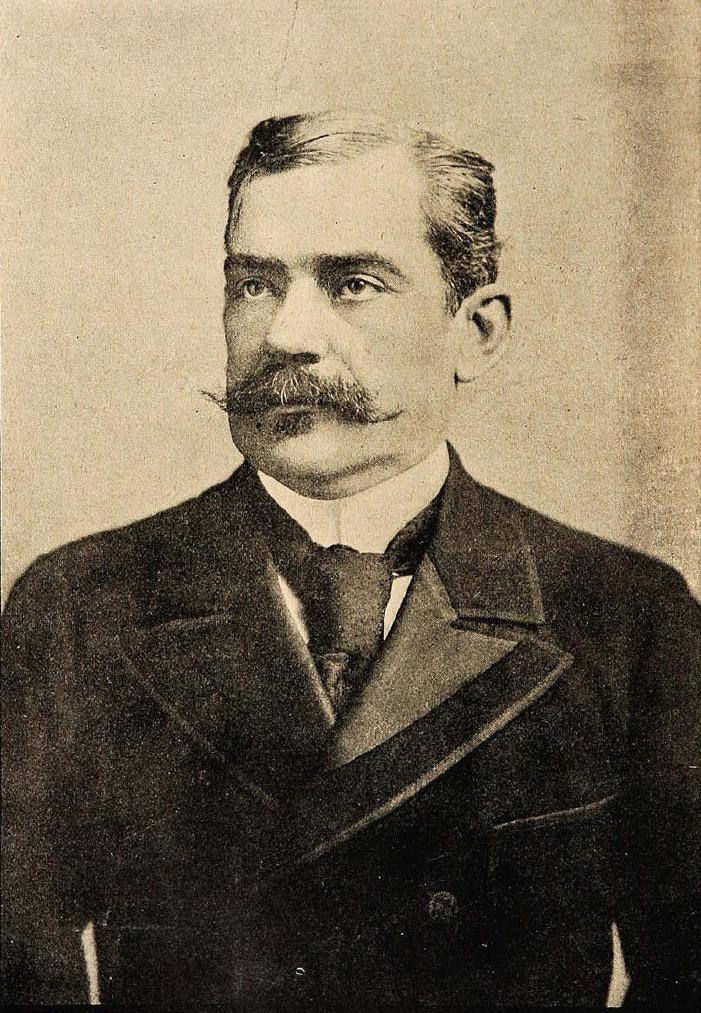
Elías Fernández (Santiago, 26 de enero de 1845 – Santiago, 6 de septiembre de 1910). Abogado y político del Partido Nacional. Diputado por tres periodos entre 1855 y 1888.

Se puede afirmar que su actuar lo hizo poseedor de una personalidad de hombre de estado, sirviendo en cargos ministeriales a cuatro presidentes de la república.
 El presidente Federico Errázuriz Echaurren lo llamaba El Canela, porque en las tierras de El Huique había un postillón llamado El Canela que era el único que podía sacar los carros y autos que se encontraban empantanado. Por eso cuando el gobierno se hundía en el barro del parlamento solo cabía llamar a Fernández Albano para que el gobierno recuperaba su movimiento y siguiera su marcha.
A su muerte se nombró como reemplazante en la vicepresidencia a Emiliano Figueroa Larraín ministro que había durado más tiempo en la cartera de justicia, luego se acordó no realizar elecciones, además las delegaciones internacionales observaron su funeral al llegar y se pensó que si se hacían elecciones podían pensar mal.

## Homenajes
En su honor, una de las principales arterias viales de la comuna de La Cisterna se denominó Avenida Fernández Albano.

## Resumen de cargos públicos
| Precedido por: Manuel Antonio Prieto                        | Ministro de Industria, Obras Públicas y Ferrocarriles 1894-1895 | Sucedido por: Juan Miguel Dávila                                       |
| Precedido por: Juan Miguel Dávila                           | Ministro de Industria, Obras Públicas y Ferrocarriles 1895-1896 | Sucedido por: Francisco Baeza                                          |
| Precedido por: Manuel Bulnes Pinto                          | Ministro de Guerra y Marina 1896-1897                           | Sucedido por: Benjamín Vergara                                         |
| Precedido por: Juan Enrique Tocornal                        | Ministro de Hacienda 1897                                       | Sucedido por: Alberto González Errázuriz                               |
| Precedido por: Rafael Sotomayor                             | Ministro del Interior 1899-1900                                 | Sucedido por: Mariano Sánchez Fontecilla                               |
| Precedido por: Ramón Barros Luco                            | Ministro del Interior 1902-1903                                 | Sucedido por: Ramón Barros Luco                                        |
| Precedido por: Agustín Edwards McClure                      | Ministro del Interior 1910                                      | Sucedido por: Luis Izquierdo                                           |
| Precedido por: Pedro Montt Montt Presidente de la República | Vicepresidente de Chile 16 de agosto - 6 de septiembre de 1910  | Sucedido por: Emiliano Figueroa Larraín Vicepresidente de la República |